# کلیسای جامع فرانکفورت
کلیسای جامع فرانکفورت (آلمانی: Frankfurter Dom) یا کلیسای سنت برتولوما یک کلیسای جامع کاتولیک در شهر فرانکفورت، آلمان است.
این کلیسا که در قرن هفتم میلادی بنیان‌گذاری شده دارای برجی به ارتفاع ۹۵ متر می‌باشد.

## نگارخانه

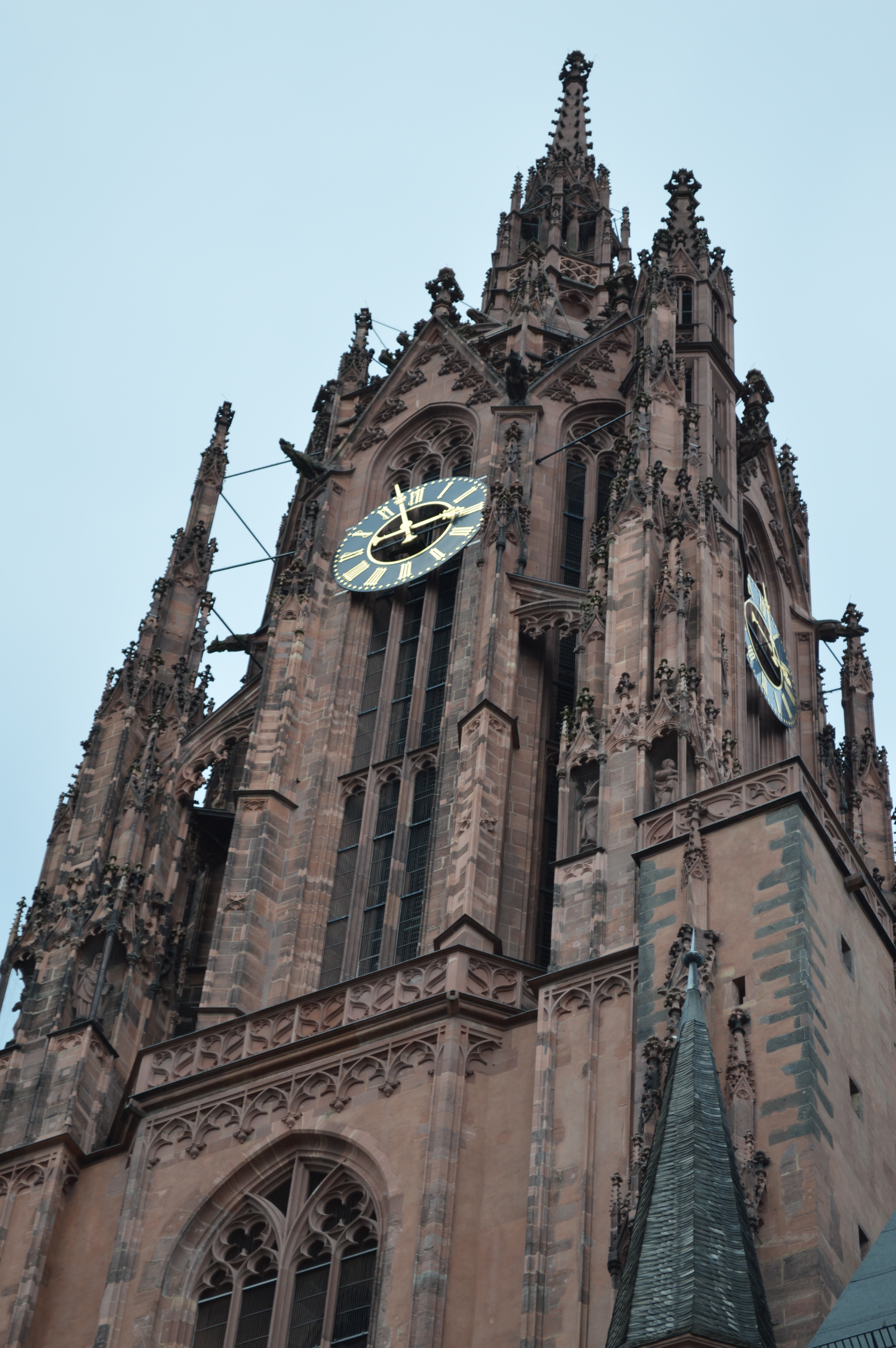
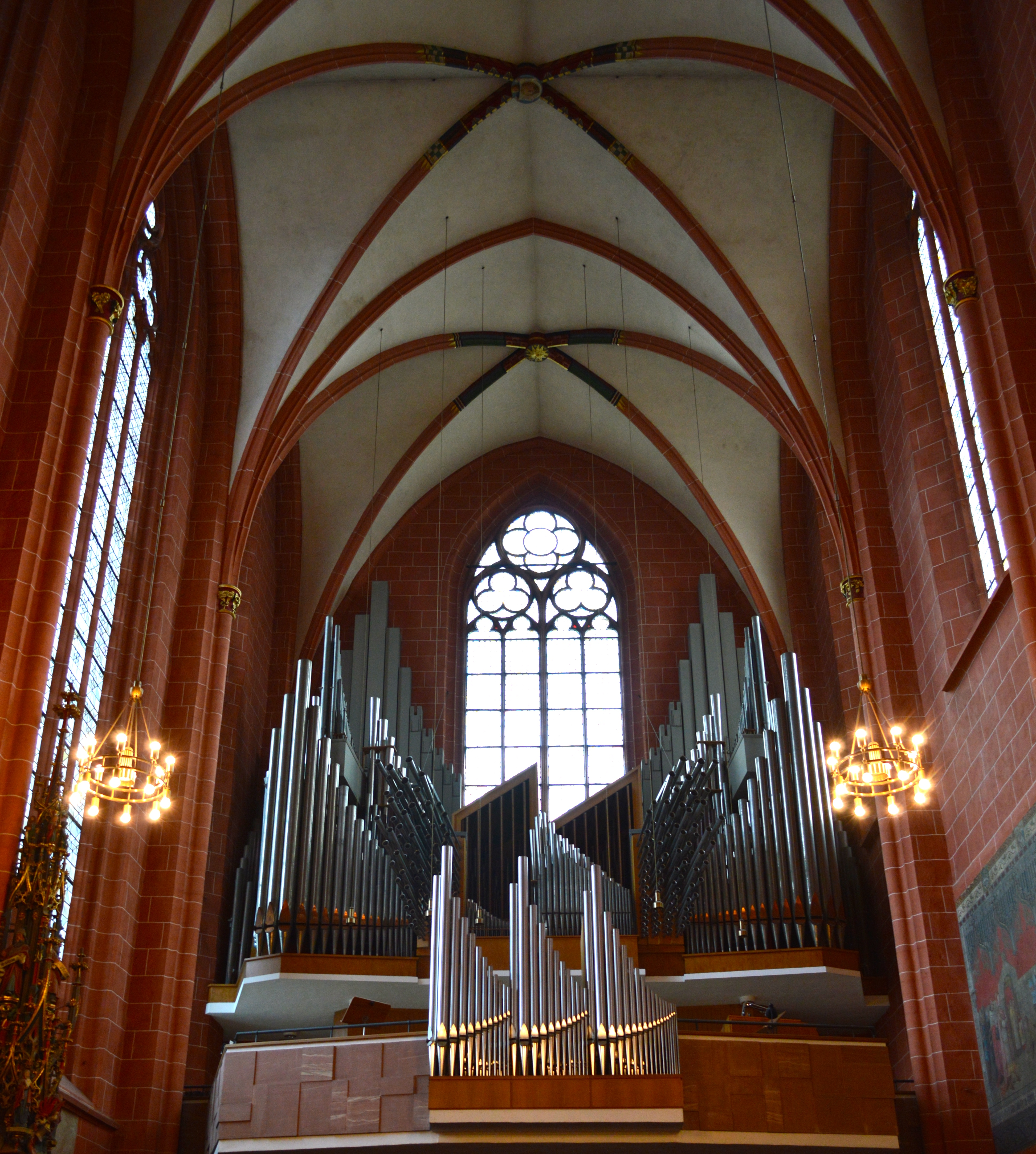
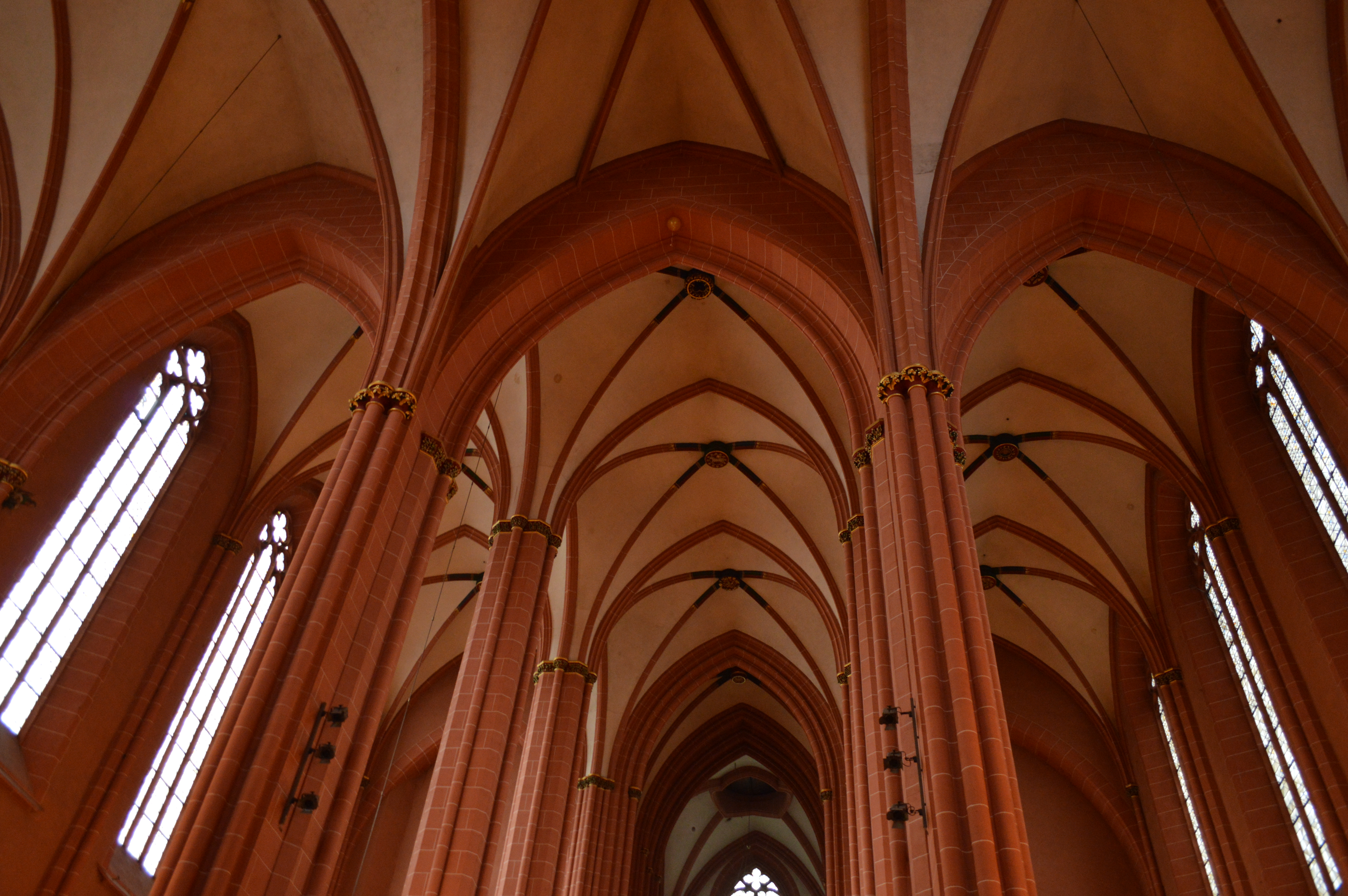
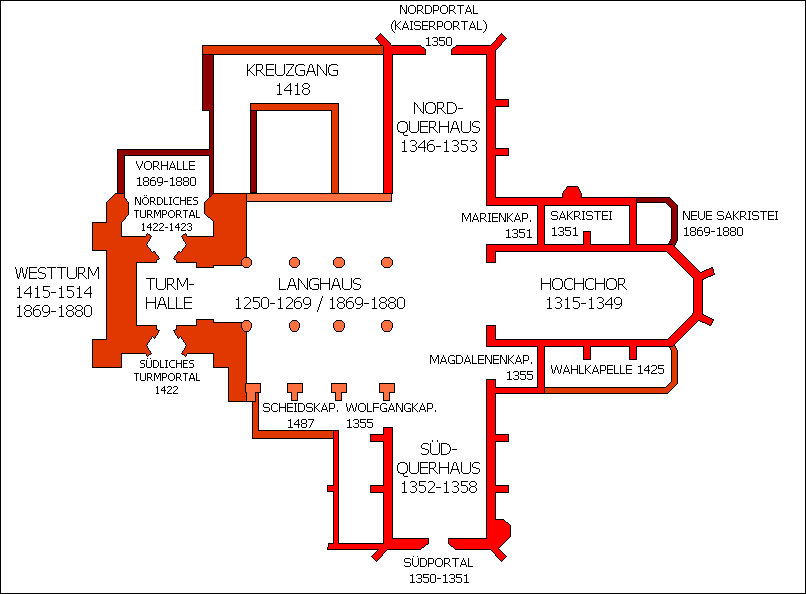
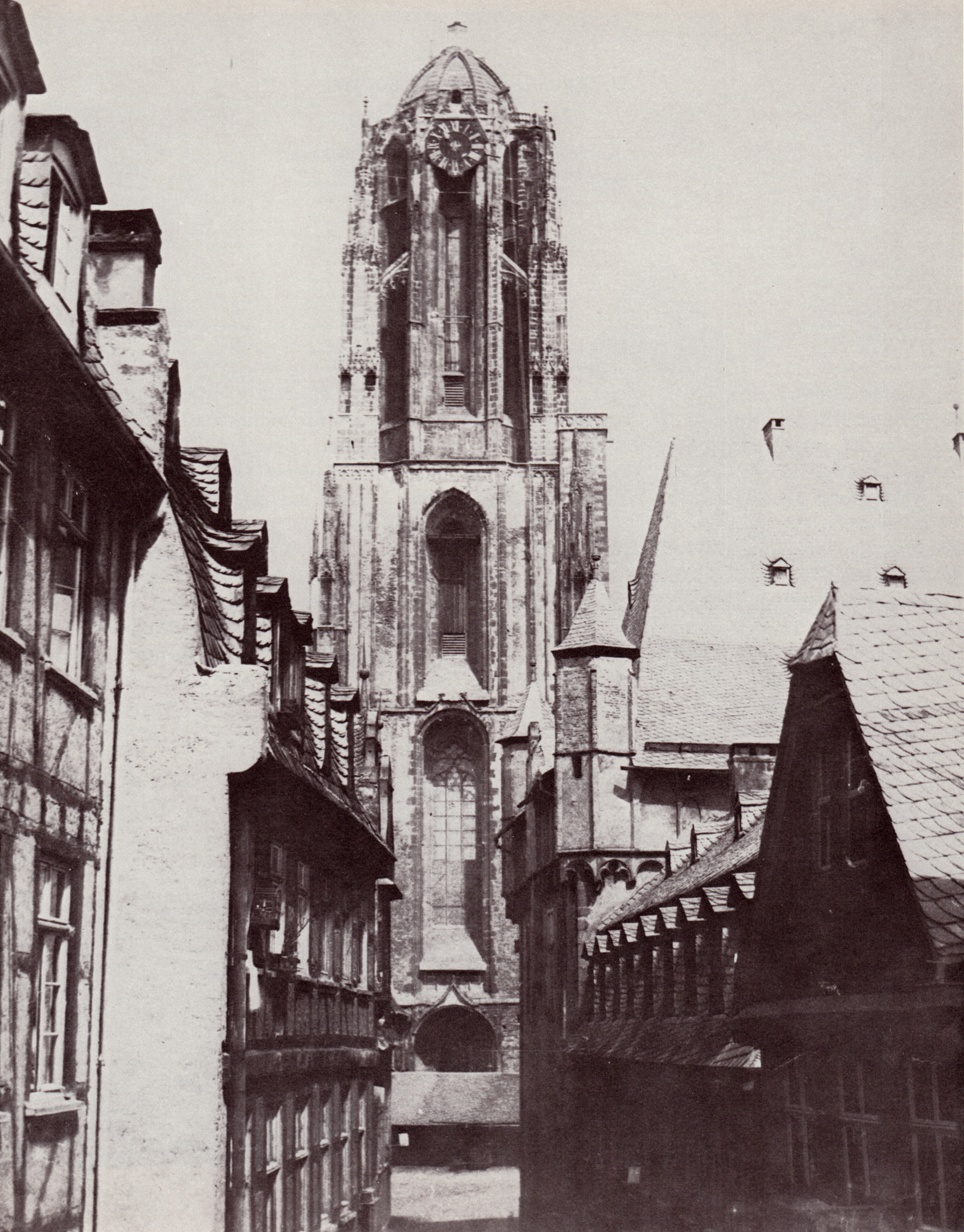
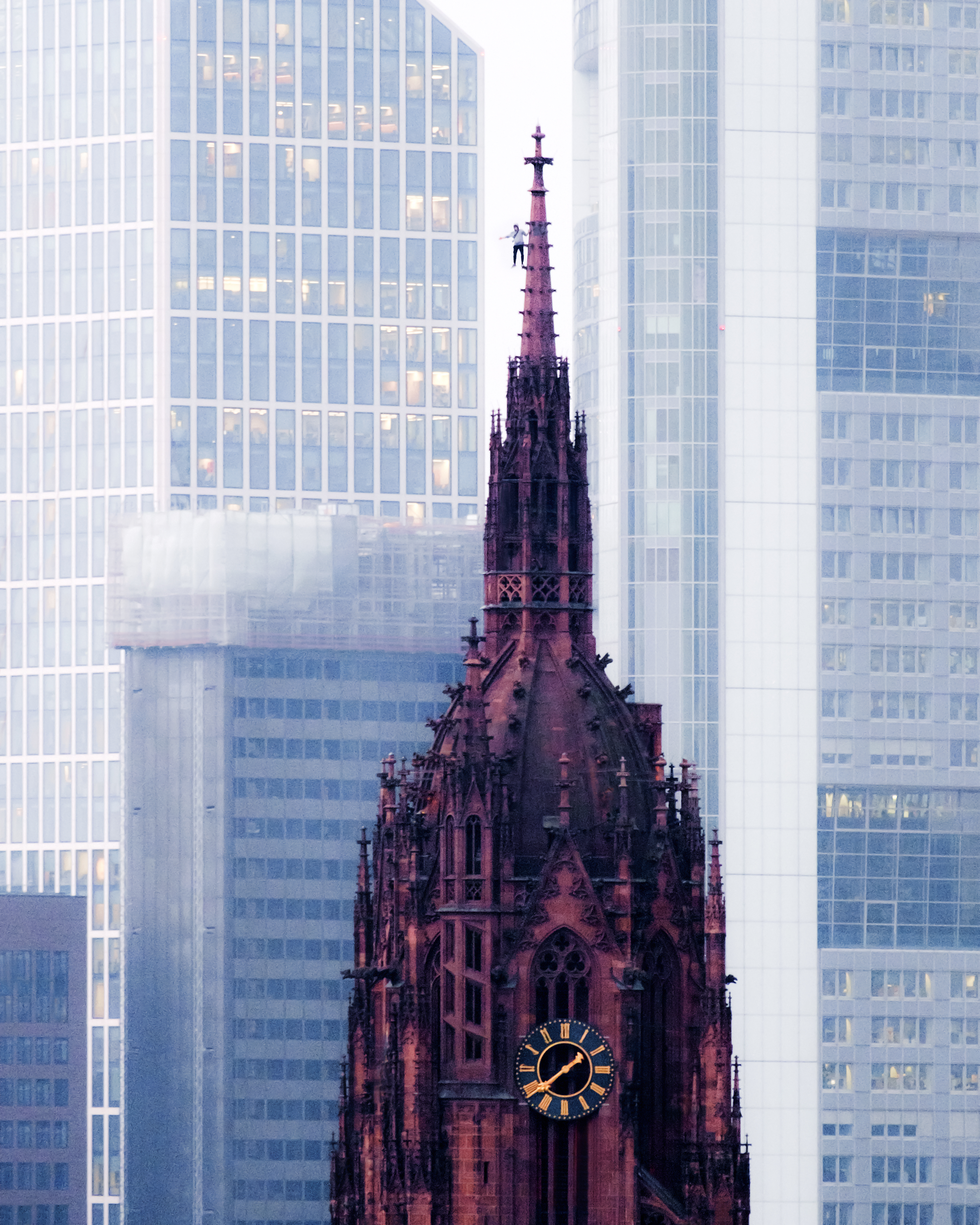